# Lynne Jewell
Lynne Jewell, född den 26 november 1959 i Burbank, Kalifornien, är en amerikansk seglare.
Hon tog OS-guld i 470 i samband med de olympiska seglingstävlingarna 1988 i Seoul.